# Sutinske Toplice
Sutinske Toplice – wieś w Chorwacji, w żupanii krapińsko-zagorskiej, w gminie Mihovljan. W 2011 roku pozostawała niezamieszkana.